# Christopher Nolan (filmrendező)
Christopher Nolan (London, 1970. július 30. –) kétszeres Oscar-, Golden Globe-, valamint kétszeres BAFTA-díjas angol filmrendező, producer, forgatókönyvíró.

## Élete
Christopher Edward Nolan hétéves korában kezdett el filmezni apja szuper 8-as kamerájával. A University College London-ban (UCL) angol irodalmat tanult és itt 16 mm-es filmeket készített.
1989-ben tűnt fel a Tarantella című szürreális rövidfilmmel, hét évvel később Larceny című rövidfilmjével vett részt a cannes-i filmfesztiválon.
Első nagyjátékfilmje, a Following (1998), amelyet ő írt, rendezett és vágott, több nemzetközi filmfesztiválon is részt vett és díjakat kapott. Ez a sikersorozat hívta fel a figyelmet rá és segített megteremteni a Mementó (2000) anyagi hátterét, melyet Nolan írt és rendezett, mind a kritikusok, mind a nézők körében nagy sikert aratott. Számos díjat és jelölést is szerzett: például a Sundance Filmfesztivál forgatókönyvírói díját, a forgatókönyvért Golden Globe- és Oscar-jelölést. A film nagy sikert aratott több nemzetközi fesztiválon.
Bár nagyon is közönségfilmes stílusú alkotónak vallja magát[forrás?], Nolan következő munkáját az Álmatlanság (2001) című norvég thriller remake-jét a saját szájízének megfelelően próbálta meg tető alá hozni. Barátja, Steven Soderbergh cégének égisze alatt látott munkához úgy, hogy az alkotófolyamat 50%-át a Warner Bros. illetékesei befolyásolták. Elismert sztárokkal (Al Pacino, Robin Williams és Hilary Swank) forgatott. A forgatókönyvírás jogát Hilary Seitzre bízták. Sokan máig e legfontosabb kreatív fázis megvonásával magyarázzák, hogy az Álmatlanság bár az átlagnál mélyebb kommersz bűnügyi thriller, mégsem viseli magán igazán a rendezői védjegyeket. Néhány orgánum egyszerűnek tartotta a filmet a Memento „üdítő” összetettsége után, és a mai napig Nolan legkevésbé ötletes munkájának nevezik, különösen az ezt követő korszak ismeretében.

## Filmjei

### Játékfilmek
| Év   | Cím (eredeti cím)                                    | Feladatkör | Feladatkör | Feladatkör | Stúdió                            | Bevétel (világszerte) | Költségvetés      |
| Év   | Cím (eredeti cím)                                    | Rendező    | Író        | Producer   | Stúdió                            | Bevétel (világszerte) | Költségvetés      |
| ---- | ---------------------------------------------------- | ---------- | ---------- | ---------- | --------------------------------- | --------------------- | ----------------- |
| 1998 | Követés/A Csapda (Following)                         | Igen       | Igen       | Igen       | Momentum Pictures Zeitgeist Films | 240 ezer dollár       | 6 ezer dollár     |
| 2000 | Mementó (Memento)                                    | Igen       | Igen       | Nem        | Newmarket Films                   | 40 millió dollár      | 9 millió dollár   |
| 2002 | Álmatlanság (Insomnia)                               | Igen       | Nem        | Nem        | Warner Bros.                      | 113 millió dollár     | 46 millió dollár  |
| 2005 | Batman: Kezdődik! (Batman Begins)                    | Igen       | Igen       | Nem        | Warner Bros.                      | 375 millió dollár     | 150 millió dollár |
| 2006 | A tökéletes trükk (The Prestige)                     | Igen       | Igen       | Igen       | Touchstone Pictures Warner Bros.  | 109 millió dollár     | 40 millió dollár  |
| 2008 | A sötét lovag (The Dark Knight)                      | Igen       | Igen       | Igen       | Warner Bros.                      | 1 milliárd dollár     | 185 millió dollár |
| 2010 | Eredet (Inception)                                   | Igen       | Igen       | Igen       | Warner Bros.                      | 839 millió dollár     | 160 millió dollár |
| 2012 | A sötét lovag – Felemelkedés (The Dark Knight Rises) | Igen       | Igen       | Igen       | Warner Bros.                      | 1 milliárd dollár     | 250 millió dollár |
| 2013 | Az acélember (Man of Steel)                          | Nem        | Történet   | Igen       | Warner Bros.                      | 670 millió dollár     | 225 millió dollár |
| 2014 | Csillagok között (Interstellar)                      | Igen       | Igen       | Igen       | Paramount Pictures Warner Bros.   | 729 millió dollár     | 165 millió dollár |
| 2017 | Dunkirk (Dunkirk)                                    | Igen       | Igen       | Igen       | Warner Bros.                      | 527 millió dollár     | 100 millió dollár |
| 2020 | Tenet (Tenet)                                        | Igen       | Igen       | Igen       | Warner Bros.                      | 365 millió dollár     | 205 millió dollár |
| 2023 | Oppenheimer (Oppenheimer)                            | Igen       | Igen       | Igen       | Universal Pictures                | 952 millió dollár     | 100 millió dollár |
| 2026 | The Odyssey                                          | Igen       | Igen       | Igen       | Universal Pictures                | –                     | 250 millió dollár |

#### Vezető producer
| Év   | Cím (eredeti cím)                                                               | Stúdió       | Bevétel (világszerte) | Költségvetés      |
| ---- | ------------------------------------------------------------------------------- | ------------ | --------------------- | ----------------- |
| 2014 | Transzcendens (Transcendence)                                                   | Warner Bros. | 103 millió dollár     | 100 millió dollár |
| 2016 | Batman Superman ellen – Az igazság hajnala (Batman V Superman: Dawn of Justice) | Warner Bros. | 874 millió dollár     | 250 millió dollár |
| 2017 | Az Igazság Ligája (Justice League)                                              | Warner Bros. | 661 millió dollár     | 300 millió dollár |
| 2019 | (The Doll's Breath) (rövidfilm)                                                 | Syncopy Inc. | -                     | -                 |
| 2021 | Zack Snyder: Az Igazság Ligája (Zack Snyder's Justice League)                   | Warner Bros. | -                     | 70 millió dollár  |

### Rövidfilmek
| 1989 | (Tarantella) | Igen | Igen | Igen |
| 1995 | (Larceny)    | Igen | Igen | Igen |
| 1997 | (Doodlebug)  | Igen | Igen | Igen |
| 2015 | (Quay)       | Igen | Nem  | Igen |